# Andrezinho (Fußballspieler, 1989)
André Ricardo de Oliveira Santos, genannt André Santos oder Andrezinho, (* 6. Mai 1989 in Duque de Caxias) ist ein brasilianischer Fußballspieler. Der Rechtsfuß wird als Abwehrspieler eingesetzt.

## Karriere
André Santos begann 2009 seine Laufbahn beim unterklassigen AA Portuguesa aus Rio de Janeiro. Im Zuge eines Leihgeschäftes kam der Spieler 2011 zu Operário Ferroviário EC, mit diesem bestritt er sein erstes Ligaspiel. In der Série D trat er am 31. Juli gegen den Cerâmica AC an. Danach fand Andrezinho zunächst weiter Anstellungen bei unterklassigen Klubs. Mit seinem Wechsel zu América Mineiro kam sein persönlicher Aufstieg. Er spielte nunmehr auch im Copa do Brasil und in der Série B mit. Im Pokal bestritt er sein erstes Spiel am 3. April 2014 gegen deb Santos FC (Macapá). Zu seinem ersten Série B Spiel lief der Spieler am 27. April 2014 gegen den Ceará SC auf.
In der Saison 2015 kam er nur noch in drei Spielen in der Staatsmeisterschaft von Minas Gerais und acht Ligaspielen zum Einsatz. Anfang 2016 wurde Andrezinho an den Ligakonkurrenten Avaí FC ausgeliehen. In der Saison bestritt er für den Klub 31 Spiele in verschiedenen Wettbewerben. Am Ende der Saison wurde Santos an den Tombense FC abgegeben. Nachdem er hier in der Staatsmeisterschaft von Minas Gerais zu keinen Einsätzen gekommen war, wurde an den Botafogo FC (PB) ausgeliehen. Dieser übernahm den Spieler im November 2017 fest, um mit ihm in die Saison 2018 zu starten. Hier bestritt er nur ein Spiel und zog im April weiter zum América FC (RN). Nach nur vier Einsätzen wurde Andrezinho wieder entlassen. Im Juli nahm ihn dann der AA Portuguesa (RJ) wieder unter Vertrag. Mit dem Klub trat er 2018 noch in vier Spielen im Staatspokal von Rio de Janeiro an, in denen er ein Tor erzielte. Seitdem tingelte Andrezinho weiter durch unterklassige Klubs Brasiliens.